# Etnik Zarari
Etnik Zarari (művésznevén ETИIK) (Hamburg, 1992. május 27. - ) német DJ és producer, 2018-tól 2019 márciusáig a Scooter harmadik tagja.

## Élete
Szülei a nyolcvanas évek végén emigráltak Koszovóból Németországba. Fiukat már a kezdetektől fogva támogatták, amikor megmutatkozott zene iránti vonzalma. Kortársaival ellentétben őt nem az R'n B és a hip-hop, hanem a klasszikus elektronikus zene, a techno fogta meg. Stilizált művésznevében a fordított N elmondása szerint a "sawtooth" jele, mely szintén az erőteljes hangzásra utal. Példaképei Boy Noize, Tiga, D.I.M, a Kraftwerk,és Sven Väth voltak, és nagy hatással volt rá Benny Benassi "Satisfaction" című száma. Első dalait - melyek valóban a techno modernebb, de kemény hangzása alapján készültek, két évig tökéletesítette, mire fel merte tenni saját SoundCloud csatornájára. Első EP-je, a "Vino", 2012-ben jelent meg, amire felfigyelt Skrillex is, és szerződést ajánlott neki a saját kiadójánál.
2018-ban a német Scooter teljes jogú tagja lett, azonban mindez alig fél évig tartott, ugyanis 2019 márciusában megváltak tőle Sebastian Schilde kedvéért. Az együttessel való közreműködése során egyetlen számot sem készítettek közösen, csak koncerteken jelent meg velük.
Etnik jellegzetes külsősége a vékony bajusza, amihez alkalmanként baseballsapkát is visel, máskor oldalra fésüli a haját és elegánsan öltözködik. Hitvallása, hogy minden számának legyen meg a saját identitása, s így legyen megkülönböztethető az egyik a másiktól. Maximalizmus jellemzi, egy számot képes hónapokig tökéletesíteni.

## Diszkográfia
- Vino (2012)
- MVMT № 1 (2012)
- Celsius (2012)
- Slow (2012)
- Crowd Pleaser (2013)
- Neon Daze (2013)
- Memories (2014)
- Bezirk 21 (2014)
- Silence (2014)
- Unclassified / N7 (2014)
- Nighthawk (2014)
- Redliner (2015)
- Look Down The Line (2015)
- MVMT № 2 (2015)
- Lilac Dreams (2015)
- Divisive (2015)
- MVMT № 3 (2015)
- Pressure (2017)
- Do You Want It? (2018)
- Trying To Lose Myself (2018)
- Blue Casette (2018)
- Back Again (2016, 2018)